# Чемпіонат УРСР з легкої атлетики 1968
Чемпіонат УРСР з легкої атлетики 1968 року був проведений 28 липня-3 серпня в Харкові на стадіоні «Металіст».
Після всесоюзної першості радянську олімпійську команду було в основному сформовано. Тим українським легкоатлетам, чиє право на місце в збірній СРСР було ще не доведене, лишалася остання нагода для цього — чемпіонат УРСР в Харкові. Відмінно устаткований стадіон «Металіст» з бітумним покриттям доріжок і секторів став місцем народження ряду нових рекордів.
Геннадій Близнецов встановив черговий рекорд УРСР зі стрибків з жердиною (5,24 м). Це був перший рекорд, встановлений атлетом у рідному місті.
Одеситка Галина Зарубіна вдруге протягом сезону поліпшила республіканський рекорд у бігу на 80 м з бар'єрами — 10,4. До програми змагань було включено і порівняно молодий в жіночій легкій атлетиці вид — біг на 200 метрів з бар'єрами. Одразу дві спортсменки успішно атакували рекорд. Спочатку львів'янка Валерія Марченко пробігла дистанцію за 28,2, а потім киянка Марія Сухорукова — за 28,1.
У фінальному забігу на 400 метрів з бар'єрами взяли участь два чемпіони СРСР — В'ячеслав Скоромохов і Василь Анисимов. Результати було показано високі. Зважаючи на зрослий клас бар'єристів світу, друге місце Василя Анисимова (50,7) не давало керівництву збірної СРСР підстав сподіватися на його успіх в Мехіко. Так талановитий спортсмен, не зумівши повернути свою колишню форму після хвороби, не був включений до олімпійської команди.
Майбутній олімпієць харків'янин Олексій Хлопотнов стрибнув у довжину на 8,03 м і пробіг 100 метрів за 10,3, посівши два перших місця. До Мексики згодом вирушила (як запасна учасниця радянської збірної) і чемпіонка УРСР з бігу на 100 метрів (11,7) і 200 метрів (24,3) харків'янка Лілія Ткаченко.
Чемпіонат республіки продемонстрував зрослу майстерність і великі потенційні можливості українських легкоатлетів.

## Медалісти

### Чоловіки
| Дисципліни                | Золото                                | Золото    | Срібло               | Срібло | Бронза | Бронза |
| ------------------------- | ------------------------------------- | --------- | -------------------- | ------ | ------ | ------ |
| 100 метрів                | Олексій Хлопотнов Харків              | 10,3      |                      |        |        |        |
| 200 метрів                | Семен Демидов Львів                   | 21,4      |                      |        |        |        |
| 400 метрів                | Володимир Носенко Одеса               | 48,7      |                      |        |        |        |
| 800 метрів                | Микола Мальцев Запоріжжя              | 1.49,7    |                      |        |        |        |
| 1500 метрів               | Євген Козлов Запоріжжя                | 3.45,9    |                      |        |        |        |
| 5000 метрів               | Євген Козлов Запоріжжя                | 13.58,8   |                      |        |        |        |
| 10000 метрів              | Степан Байдюк Київ                    | 30.04,4   |                      |        |        |        |
| 110 метрів з бар'єрами    | Олександр Синицин Київ                | 13,9      |                      |        |        |        |
| 400 метрів з бар'єрами    | В'ячеслав Скоморохов Ворошиловград    | 50,3      | Василь Анисимов Київ | 50,7   |        |        |
| 3000 метрів з перешкодами | Іван Кабанов Херсон                   | 8.42,2    |                      |        |        |        |
| Марафон                   | Володимир Мамонтов Дніпропетровськ    | 2:21.43,0 |                      |        |        |        |
| Ходьба 20 кілометрів      | Віктор Царьов Дніпропетровськ         | 1:34.11,4 |                      |        |        |        |
| Ходьба 50 кілометрів      | Юрій Князєв Черкаси                   | 5:00.05,2 |                      |        |        |        |
| Стрибки у висоту          | Анатолій Мороз Бердичів               | 2,11 м    |                      |        |        |        |
| Стрибки з жердиною        | Геннадій Близнецов Харків             | 5,24 м NR |                      |        |        |        |
| Стрибки у довжину         | Олексій Хлопотнов Харків              | 8,03 м    |                      |        |        |        |
| Потрійний стрибок         | Геннадій Вовк Київ                    | 16,11 м   |                      |        |        |        |
| Штовхання ядра            | Володимир Березуцький Дніпропетровськ | 16,51 м   |                      |        |        |        |
| Метання диска             | Віктор Журба Сєвєродонецьк            | 53,08 м   |                      |        |        |        |
| Метання молота            | Анатолій Бондарчук Рівне              | 68,28 м   |                      |        |        |        |
| Метання списа             | Євген Графов Київ                     | 71,66 м   |                      |        |        |        |
| Десятиборство             | Микола Бугайцов Одеса                 | 7145 очок |                      |        |        |        |

### Жінки
| Дисципліни             | Золото                          | Золото    | Срібло | Срібло | Бронза | Бронза |
| ---------------------- | ------------------------------- | --------- | ------ | ------ | ------ | ------ |
| 100 метрів             | Лілія Ткаченко Харків           | 11,7      |        |        |        |        |
| 200 метрів             | Лілія Ткаченко Харків           | 24,3      |        |        |        |        |
| 400 метрів             | Ніна Александрова Донецьк       | 57,3      |        |        |        |        |
| 800 метрів             | Ольга Кушнір Дніпропетровськ    | 2.11,1    |        |        |        |        |
| 1500 метрів            | Галина Чубенко Дніпропетровськ  | 4.37,7    |        |        |        |        |
| 80 метрів з бар'єрами  | Галина Зарубіна Одеса           | 10,4 NR   |        |        |        |        |
| 100 метрів з бар'єрами | Лія Хитріна Одеса               | 14,4      |        |        |        |        |
| 200 метрів з бар'єрами | Марія Сухорукова Київ           | 28,1 NR   |        |        |        |        |
| Стрибки у висоту       | Людмила Комлєва Харків          | 1,68 м    |        |        |        |        |
| Стрибки у довжину      | Любов Старостенко Запоріжжя     | 6,04 м    |        |        |        |        |
| Штовхання ядра         | Світлана Жиліна Дніпропетровськ | 14,25 м   |        |        |        |        |
| Метання диска          | Ніна Нестеренко Черкаси         | 50,60 м   |        |        |        |        |
| Метання списа          | Валентина Еверт Харків          | 55,36 м   |        |        |        |        |
| П'ятиборство           | Валентина Шапкіна Київ          | 4601 очко |        |        |        |        |